# 蘭姆 (密蘇里州)
蘭姆（英語：Lamb）是位於美國密蘇里州馬里昂縣的鬼鎮。

## 地理
蘭姆所處的海拔為高於海平面144米（即472英呎），而該地所採用的時區為UTC-6，即北美中部時區（CST）。同時該地設有夏令時間，為UTC-6調快一小時，即UTC-5（CDT）。